# Luizinho
Luis Trochillo, även känd som Luizinho, född 7 mars 1930, död 17 januari 1998, var en brasiliansk fotbollsspelare som spelade i Sport Club Corinthians Paulista och i det brasilianska landslaget. Han gjorde 16 landskamper. Han var en av Corinthians bästa spelare under 1950-talet. Klubben nobbade bland annat miljonbud från Madrid.
Han har en staty upprättad efter sig och anses av en del äldre fans som klubbens bästa.